# Banco Columbia
Banco Columbia es un banco de capitales privados argentinos. Tiene su sede en la Ciudad de Buenos Aires y cuenta con más 51 sucursales distribuidas en las principales ciudades del interior de Argentina.
Es una sociedad anónima, con participación estatal mayoritaria pero administración privada que se dedica a préstamos y otras actividades financieras.

## Historia
El origen de la entidad bancaria se remonta a 1969, cuando se constituyó Columbia como «Sociedad de Ahorro y Préstamo». La institución ganó notoriedad en 2001 durante la crisis económica de Argentina, convirtiéndose en uno de los principales referentes en el mercado cambiario en tan solo seis meses. En ese periodo, Columbia llegó a administrar préstamos personales por más de $200 millones.
En 2021, tras la crisis global provocada por el SARS-CoV-2 y la inminente crisis económica y bancaria en Argentina, la minorista chilena Falabella anunció la venta de su cartera de tarjetas de crédito CMR en el país. Después de varios meses, Columbia adquirió el 100% de esta cartera financiera, asumiendo la totalidad de los activos de CMR.